# Вызывающий (эсминец)
«Вызывающий» — эскадренный миноносец проекта 56 (код НАТО — «Kotlin class destroyer»).

## История строительства
Зачислен в списки ВМФ СССР 3 сентября 1952 года. Заложен на заводе № 199 им. Ленинского комсомола в Комсомольске-на-Амуре 25 июля 1953 года (строительный № 81), спущен на воду 20 мая 1955 года. Принят флотом 4 сентября 1955 года, 20 апреля 1956 года эсминец вступил в состав Советского Военно-Морского Флота.

## Служба
Корабль после вступления в строй вошёл в состав 175-й бригады эсминцев Тихоокеанского флота ВМФ СССР. С 24 ноября 1961 по 30 января 1965 года прошёл ремонт и модернизацию по проекту 56ПЛО на «Дальзаводе» (79-я бригада строящихся и ремонтируемых кораблей).
В течение двух месяцев, с 25 апреля по 26 июня 1965 года «Вызывающий» нёс боевую службу у Гавайских островов (без заходов в порты), за время которой прошёл 8250 морских миль. 31 августа 1966 эсминец переведён в состав 201-й бригады 9-й дивизии противолодочных кораблей; получил в 1966 году приз Тихоокеанского флота в артиллерийской стрельбе по береговым целям. В 1966 году «Вызывающий» прошёл докование в Большом Камне, 6 мая оказывал помощь в тушении пожара на подводной лодке К-66. В сентябре сопровождал через пролив Цугару и обеспечивал стрельбы ракетных подводных лодок, с заходом в порт Чхончжин (КНДР).
С 17 мая по 25 июля и с 1 августа по 3 сентября 1967 года «Вызывающий» нёс боевые службы в Филиппинском море; с 5 по 17 февраля и с 20 мая по 17 июня следующего года нёс боевые службы в Японском море, с военным присутствием у берегов КНДР. С 20 мая по 12 июня 1969 — новая боевая служба в Японском море. 25 марта 1970 года корабль встал на ремонт на «Дальзаводе»; после выхода из него (сентябрь 1971 года) 15 марта «Вызывающий» вошёл в состав 10-й ОПЭСК. В период с 5 мая по 9 ноября 1972 нёс боевую службу в Индийском океане, за время которой прошёл 27 320 морских миль, заходил в порты Могадишо (Сомали), Коломбо (Шри-Ланка), Порт-Луи (о. Маврикий).
В 1974—1975 годах корабль выходил в море для отработки тактики ПЛО и ПВО, в 1976 году находился на учениях. С 1978 по 1985—173 БПК КВФ ТОФ. Приказом Главнокомандующего Военно-Морским Флотом 27 июля 1985 года был выведен из боевого состава, законсервирован и поставлен на прикол; приказом министра обороны СССР 25 апреля 1989 года исключён из списков флота. 1 октября 1989 года расформирован и в 1993 году продали одной из китайских фирм на металлолом; в 1994 году корабль был отбуксирован в Китай.

## Особенности конструкции
Эсминец вступил в строй с обтекателями линий валов и одним балансирным рулём, а также с РЛС «Фут-Н» (вместо полагающейся по проекту РЛС «Риф»), РЛС «Якорь-М» заменили модернизированной РЛС «Якорь-М2». В ходе модернизации по проекту 56ПЛО на «Вызывающемм» заменили фок-мачту новой, усиленной конструкции, усилили конструкции носовой надстройки. Во время проведения среднего ремонта (1970—1972) на корабле заменили грот-мачту на новую с вмонтированным в неё помещением приёмо-передатчика «Фут-Н»; заменили РЛС «Нептун» двумя РЛС «Дон» (с антенным постом на фок-мачте), на средней надстройке в районе кормового котельного кожуха были установлены четыре спаренных 25-мм автомата 2М-ЗМ (в 1980 их демонтировали), перед носовой АУ СМ-2-1 появилась 45-мм салютная пушка; на «Вызывающем» оборудовали закрытый ходовой мостик.

## Известные командиры
Кораблём в разное время командовали:
- 1966 — капитан 2 ранга А. П. Мамончиков[1];
- 1966—1969 — капитан 1 ранга В. Д. Тимашев[уточнить];
- 1970 — капитан 2 ранга Ф. Н. Громов;
- 1970—1973 — капитан 2 ранга Харитонов;
- 1975 — капитан 2 ранга В. А. Кунгурцев[уточнить];
- 1977 — капитан 3 ранга Е. Л. Варламов;
- 1983 — капитан 3 ранга Файзулин[уточнить];
- 1985 — капитан 3 ранга Михаил Туган — Барановский.

## Бортовые номера
В ходе службы эсминец сменил ряд следующих бортовых номеров:
- № 472 (1960);
- № 072 (1966);
- № 405 (1970);
- № 405 (до 1971г);
- № 408 {1971—1973}[уточнить]
- № 445(1973);
- № 446 (1972);
- № 425 (1977);
- № 782 (1978);
- № 766 (1989).